# Rover (bedrijf)

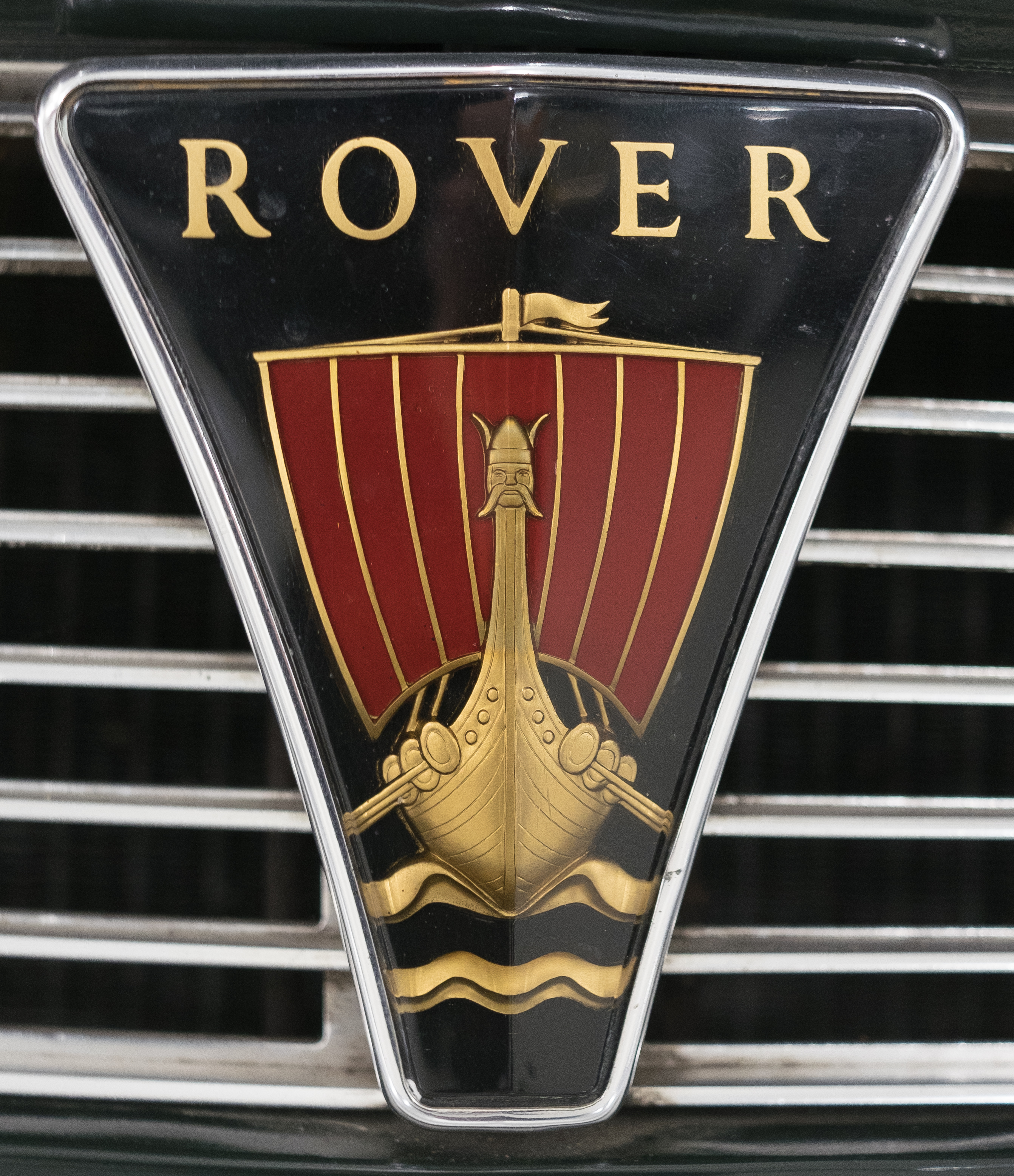
Rover Logo (1965)

Rover was een van oorsprong Brits auto-, fiets- en motorfietsmerk dat bestond van 1883 tot 2005. In 2008 is de merknaam Rover aan de Tata-groep (Tata Motors) verkocht.
Vanaf 1883 bestond Rover als rijwielfabriek. Eerst onder de naam van de eigenaar, Starley-Sutton, in de jaren negentig van de negentiende eeuw als Rover. In 1903 werden de eerste Rover motorfietsen gebouwd en in 1904 bouwde Rover zijn eerste auto. In 2005 ging Rover failliet.

## Fietsen
De eerste eigenaar van Rover, J.K. Starley, ontwikkelde in 1885 de fiets zoals we die nu kennen, de Rover Safety Bicycle, de fiets met het ruitvormige frame: twee even grote wielen, aandrijving van het achterwiel door middel van een ketting.

## Motorfietsen
The Rover Co. Ltd., later The New Rover Co. en The Rover Cycle Co. Ltd., Meteor Works, Coventry (1903-1905 en 1908-1925).
In 1903 verscheen de eerste motorfiets, de Rover Imperial forecar met een autostuur. Een jaar later kwam er een gewoon motorstuur. De productie werd echter al in 1905 gestaakt.
In 1908 werd een Zwitsers 1¼ pk Motosacoche-blokje in een Rover-fiets gebouwd. Dit model werd in 1910 gevolgd door een echte motorfiets met een eigen 500 cc blok zonder versnellingen. De Bosch-ontstekingsmagneet werd aangedreven door een ingesloten ketting, hetgeen een handelsmerk voor Rover zou blijven.
In 1912 volgde het TT model met drie versnellingen. Rover maakte veel gebruik van toeleveranciers voor o.a. voorvorken, carburateurs en handels. De frames werden gebouwd bij Meteor Works. De machines werden steeds verbeterd en het 1914 model werd zelfs door het Russische leger aangeschaft. Na 1918 kwam er een 485 cc eencilinder zijklepper en nog later 246- en 346 cc eencilinder kopkleppers met eigen blokmotoren.
Naast eigen motoren gebruikte Rover ook blokken van JAP. In 1926 beëindigde men de productie van motorfietsen om alleen nog automobielen te gaan maken.

## Personenauto's
Tot het midden van de jaren dertig bouwde Rover betrekkelijk eenvoudige auto's net zoals het gros van de andere fabrikanten. Bij een surseance kwamen de gebroeders Wilks aan het hoofd van de fabriek te staan en werd de koers gewijzigd, door kwalitatief hoogstaande auto's te bouwen. De auto's werden ontwikkeld onder de P-projectnaam, zoals die tot het midden van de jaren zestig gebruikt bleef met de P6.
In de Tweede Wereldoorlog werden geen auto's meer gebouwd en legde Rover zich toe op vliegtuigonderdelen, met name motoren. Door de staalschaarste na de oorlog, mochten de Engelse fabrikanten maar zeer beperkt auto's bouwen. Alleen voor de export werd dit toegestaan. Voor Rover betekende dit twee dingen. Ten eerste werd een ouder model, de P2 in productie genomen, die met een nieuw chassis de P3 ging heten. Ten tweede werd nagedacht over een andere metaalsoort, aluminium.
Dat laatste ging gepaard met het ontwikkelen van een niche product: een Jeep-achtig voertuig, dat als Land Rover werd geproduceerd. De eerste Land Rover beleefde in 1948 op de RAI in Amsterdam de wereldprimeur. Land Rover bleek zeer succesvol. De aluminium carrosserie op een stalen frame bleek zeer betrouwbaar en de omzet steeg elk jaar. In 1970 presenteerde Rover de Range Rover als luxe variant op de Land Rover. Later werden ook de Discovery en Freelander gepresenteerd. Het al vanaf 1948 geproduceerde model bestaat eigenlijk nog steeds en heet tegenwoordig Defender.
Ondertussen werd in 1949 de Rover P4 gepresenteerd. Dit door Gordon Bashford getekende model zou tot 1962 in productie blijven. Het werd als Rover 75 met een 6-cilinder motor verkocht. Er verschenen vele varianten met 4- en 6-cilinders. Ook werd een versie met een automatische versnellingsbak geproduceerd (de 105R). Enkele Rover mensen bouwden op basis van de P4 ook een sportwagen, de Marauder. Die werd met 15 exemplaren geen groot succes, maar zag er aardig uit.
De kwaliteit en betrouwbaarheid van het merk ging flink vooruit, wat de reden werd om een hoger marktsegment te ontsluiten met de Rover P5. Dit model werd eerst als een vergrote 6 cilinder van 3 liter verkocht. Na de aankoop van de Buick 8 cilinder 3.5 liter, verscheen ook die motor in het als P5B bekende model. De P5 stond bekend als Poor man's Rolls, en werd geleverd als saloon en als 4-deurs coupe. 
Het ontwikkelen van vliegtuigmotoren bleef ondertussen wel doorgaan. Hoewel de motoren werden verkocht aan Rolls Royce, bleef Rover wel onderzoek doen naar alternatieven. Rover bouwde als eerste een gasturbinemotor, die zelfs heeft meegedaan aan de 24 uur van Le Mans race.
Een revolutie bleek de Rover P6. De eerste P6, de Rover 2000, schopte het tot de eerste Auto van het Jaar in 1963/1964. Het model werd in 1967 ook met de bekende V8 3500 motor uitgerust.
In 1965 nam Rover het merk Alvis over. Vlak daarna fuseerde Rover met Jaguar-Triumph, en nog even later met Austin. Deze combinatie ging als British Leyland Motor Corporation (BLMC) door het leven.
Door alle perikelen met fusies kwam de ontwikkeling enigszins stil te staan. Een prototype sportwagen op basis van de P6 was bestemd om als Alvis door het leven te gaan, maar dat is nooit zo ver gekomen. Ook een prototype voor een Rover P7 overleefde niet. De reden was dat Rover nu deel uitmaakte van BLMC. Door de P7 zou te veel concurrentie ontstaan voor Jaguar, eveneens onderdeel van BLMC.
Na grote verliezen werd BLMC in 1975 genationaliseerd en ging verder als British Leyland. De overheid nam alle aandelen over en gaf het bedrijf in geldinjectie ter waarde £1,25 miljard. Rover ploeterde voort en ontwikkelde de SD1, een volwassen 5-deurs topmodel gepositioneerd onder de Jaguars. Het grootste succes beleefde de SD1 met de tweede Auto van het Jaar prijs in 1977. Het model bleek de laatste echte Rover.
Het Japanse Honda verleende in 1981 bijstand door het model Honda Ballade te laten bouwen in Longbridge. Dit model werd meteen ook als Triumph Acclaim uitgebracht. Omdat het merk Triumph niet sterk genoeg bleek, werden de opvolgers onder de merknaam Rover op de markt gebracht. De sportieve modellen werden als MG aan de man gebracht. Deze wijziging betekende ook dat de oude Austins voortaan ook Rover gingen heten: de Austin Metro ging eerst Rover Metro en later Rover 100 heten, de Austin Montego Estate werd later Rover Montego Estate.
In de jaren tachtig en negentig bouwde Rover samen met Honda enkele nieuwe modellen. Feitelijk waren dit Honda's, maar enkele modellen waren voorzien van de Rover K-engine. Achtereenvolgens werd de Honda Legend als Rover 800 en Sterling uitgebracht, de Honda Concerto als Rover 200 (hatchback) en 400 (sedan), en de Honda Accord, die de Rover 600 serie werd. Daarna als laatste de Honda Civic 5-deurs als de tweede generatie Rover 400.
In 1986 werd de naam British Leyland gewijzigd in Rover Group. In maart 1988 nam vliegtuigbouwer British Aerospace (BAe) de Rover Group over voor £150 miljoen. Rover Group stond er financieel slecht voor en BAe wilde het alleen kopen nadat de overheid er £ 547 miljoen aan nieuw vermogen in had gestoken. Rover Group telde toen 40.500 medewerkers en produceerde 40% van alle voertuigen in het Verenigd Koninkrijk. Medio 1989 maakte Honda bekend een minderheidsbelang van 20% in Rover Group te nemen.
In 1994 verkocht BAe 80% van de aandelen in Rover Group aan BMW voor US$ 1,35 miljard. Verrassend, omdat de algemene overtuiging was dat Honda wel interesse zou hebben. Rover Group produceerde in 1993 zo'n 448.000 auto's en telde 30.000 medewerkers. Het marktaandeel in Europa was 3,2%. De jaaromzet was 12,5 miljard gulden. Bij deze overname kreeg BMW ook de merken Mini en Land Rover in handen. Onder BMW werd gestart met de ontwikkeling van de Rover 75.
In 2000 besloot BMW alleen Mini te behouden en de rest af te stoten. De merken Rover en MG zouden verkocht worden aan de Britse investeringsmaatschappij Alchemy Partners, maar deze verkoop liep op de klippen in april 2000. In maart 2000 werd wel Land Rover verkocht voor £ 1,85 miljard aan Ford. Land Rover telde bijna 10.000 medewerkers die in 1999 in totaal 166.000 voertuigen maakten. De personenautodivisie werd verzelfstandigd. In 2003 werd een samenwerkingsverband aangegaan met Tata Motors Ltd van het Indiase bedrijf Tata-groep. Het door Tata ontwikkelde model Indica werd als Rover CityRover uitgebracht.
In 2005 kwam het merk opnieuw in financiële moeilijkheden, en nadat de Chinese autobouwer Shanghai Automotive Industry Corporation (SAIC) weigerde het concern te nemen heeft MG Rover in april 2005 surseance van betaling aangevraagd. Verschillende onderdelen zijn uit het faillissement gekocht. Een andere Chinese autobouwer, de Nanjing Automotive Group heeft een aantal onderdelen overgeplaatst, maar sinds 2006 wordt in de fabriek in Longbridge weer de MG TF gebouwd. Hoewel SAIC de merknaam Rover graag wilde overnemen omdat ze de rechten op enkele modellen en motoren hadden gekocht, had Ford de eerste rechten en kreeg de merknaam. In 2008 verkocht Ford de merknaam Rover aan Tata Motors. Ford wilde niet dat het Chinese Nanjing SUV's zou gaan bouwen onder de naam Rover omdat Ford dat al doet onder de naam Land Rover (wat overigens van Rover was).
Op 24 oktober 2006 werden de eerste foto's van de Roewe 750 vrijgegeven. Het is feitelijk de Rover 75 V8 die eind 2006 in China op de markt kwam. SAIC produceert de auto dus onder de merknaam Roewe. In 2007 heeft SAIC de Nanjing Automotive Group overgenomen waarmee alles, exclusief de Mini, weer in een hand is gekomen.

## Tijdlijn modellen
| Type                  | 1980            | 1980            | 1980            | 1980            | 1980            | 1980            | 1980            | 1980            | 1980              | 1980              | 1990              | 1990              | 1990              | 1990              | 1990       | 1990       | 1990       | 1990       | 1990      | 1990   | 2000           | 2000           | 2000           | 2000           | 2000           | 2000           | 2000 | 2000 | 2000 | 2000 |
| Type                  | 0               | 1               | 2               | 3               | 4               | 5               | 6               | 7               | 8                 | 9                 | 0                 | 1                 | 2                 | 3                 | 4          | 5          | 6          | 7          | 8         | 9      | 0              | 1              | 2              | 3              | 4              | 5              | 6    | 7    | 8    | 9    |
| Miniklasse            |                 |                 |                 |                 |                 |                 |                 |                 |                   |                   | 100               | 100               | 100               | 100               | 100        | 100        | 100        | 100        | 100       |        |                |                |                | CityRover      | CityRover      | CityRover      |      |      |      |      |
| Compacte klasse       |                 |                 |                 |                 |                 |                 |                 |                 |                   |                   |                   |                   |                   |                   |            | 200 (R3)   | 200 (R3)   | 200 (R3)   | 200 (R3)  | 25     | 25             | 25             | 25             | 25             | 25             | 25             |      |      |      |      |
| Compacte middenklasse |                 |                 |                 |                 | 200 (SD3)       | 200 (SD3)       | 200 (SD3)       | 200 (SD3)       | 200 (SD3)         | 200 (R8)          | 200 (R8)          | 200 (R8)          | 200 (R8)          | 200 (R8)          | 200 (R8)   |            |            |            |           |        |                |                |                |                |                |                |      |      |      |      |
| Compacte middenklasse |                 |                 |                 |                 |                 |                 |                 |                 |                   |                   | 400 (R8)          | 400 (R8)          | 400 (R8)          | 400 (R8)          | 400 (R8)   | 400 (R3)   | 400 (R3)   | 400 (R3)   | 400 (R3)  | 45     | 45             | 45             | 45             | 45             | 45             | 45             |      |      |      |      |
| Middenklasse          |                 |                 |                 |                 |                 |                 |                 |                 |                   |                   |                   |                   |                   | 600               | 600        | 600        | 600        | 600        | 600       |        |                |                |                |                |                |                |      |      |      |      |
| Hogere middenklasse   | SD1             | SD1             | SD1             | SD1             | SD1             | SD1             | 800 (XX)        | 800 (XX)        | 800 (XX)          | 800 (XX)          | 800 (XX)          | 800 (XX)          | 800 (R17)         | 800 (R17)         | 800 (R17)  | 800 (R17)  | 800 (R17)  | 800 (R17)  | 800 (R17) | 75     | 75             | 75             | 75             | 75             | 75             | 75             |      |      |      |      |
| Coupé                 |                 |                 |                 |                 |                 |                 |                 |                 |                   |                   |                   |                   | 200 Coupé         | 200 Coupé         | 200 Coupé  | 200 Coupé  | Coupé      | Coupé      | Coupé     |        |                |                |                |                |                |                |      |      |      |      |
| Coupé                 |                 |                 |                 |                 |                 |                 |                 |                 |                   |                   |                   | 800 Coupé         |                   |                   |            |            |            |            |           |        |                |                |                |                |                |                |      |      |      |      |
| Cabriolet             |                 |                 |                 |                 |                 |                 |                 |                 |                   |                   |                   |                   |                   | 114 Cabrio        | 114 Cabrio | 114 Cabrio | 114 Cabrio | 114 Cabrio |           |        |                |                |                |                |                |                |      |      |      |      |
| Cabriolet             |                 |                 |                 |                 |                 |                 |                 |                 |                   |                   |                   |                   | 200 Cabrio        | 200 Cabrio        | 200 Cabrio | 200 Cabrio | Cabrio     | Cabrio     | Cabrio    | Cabrio |                |                |                |                |                |                |      |      |      |      |
| Mini SUV              |                 |                 |                 |                 |                 |                 |                 |                 |                   |                   |                   |                   |                   |                   |            |            |            |            |           |        |                |                |                | Streetwise     | Streetwise     | Streetwise     |      |      |      |      |
| Eigenaar              | British Leyland | British Leyland | British Leyland | British Leyland | British Leyland | British Leyland | British Leyland | British Leyland | British Aerospace | British Aerospace | British Aerospace | British Aerospace | British Aerospace | British Aerospace | BMW        | BMW        | BMW        | BMW        | BMW       | BMW    | MG Rover Group | MG Rover Group | MG Rover Group | MG Rover Group | MG Rover Group | MG Rover Group | NAG  | NAG  | NAG  | NAG  |

| Type                | 1940  | 1940  | 1940  | 1940  | 1940  | 1950  | 1950  | 1950  | 1950  | 1950  | 1950  | 1950  | 1950  | 1950  | 1950  | 1960  | 1960  | 1960  | 1960  | 1960  | 1960  | 1960                              | 1960                              | 1960                              | 1960                              | 1970                              | 1970                              | 1970                              | 1970                              | 1970                              | 1970            | 1970            | 1970            | 1970            | 1970            |
| Type                | 5     | 6     | 7     | 8     | 9     | 0     | 1     | 2     | 3     | 4     | 5     | 6     | 7     | 8     | 9     | 0     | 1     | 2     | 3     | 4     | 5     | 6                                 | 7                                 | 8                                 | 9                                 | 0                                 | 1                                 | 2                                 | 3                                 | 4                                 | 5               | 6               | 7               | 8               | 9               |
| Middenklasse        |       |       |       | P3    | P3    |       |       |       |       |       |       |       |       |       |       |       |       |       |       |       |       |                                   |                                   |                                   |                                   |                                   |                                   |                                   |                                   |                                   |                 |                 |                 |                 |                 |
| Hogere middenklasse |       |       |       |       | P4    | P4    | P4    | P4    | P4    | P4    | P4    | P4    | P4    | P4    | P4    | P4    | P4    | P4    | P4    | P4    | P4    |                                   |                                   |                                   |                                   |                                   |                                   |                                   |                                   |                                   |                 |                 |                 |                 |                 |
| Hogere middenklasse |       |       |       |       |       |       |       |       |       |       |       |       | P5    |       |       |       |       |       |       |       |       |                                   |                                   |                                   |                                   |                                   |                                   |                                   |                                   |                                   |                 |                 |                 |                 |                 |
| Hogere middenklasse |       |       |       |       |       |       |       |       |       |       |       |       |       |       |       |       |       |       | P6    | P6    | P6    | P6                                | P6                                | P6                                | P6                                | P6                                | P6                                | P6                                | P6                                | P6                                | P6              | SD1             | SD1             | SD1             | SD1             |
| Eigenaar            | Rover | Rover | Rover | Rover | Rover | Rover | Rover | Rover | Rover | Rover | Rover | Rover | Rover | Rover | Rover | Rover | Rover | Rover | Rover | Rover | Rover | British Leyland Motor Corporation | British Leyland Motor Corporation | British Leyland Motor Corporation | British Leyland Motor Corporation | British Leyland Motor Corporation | British Leyland Motor Corporation | British Leyland Motor Corporation | British Leyland Motor Corporation | British Leyland Motor Corporation | British Leyland | British Leyland | British Leyland | British Leyland | British Leyland |

### Andere merken
- Land Rover

(nu eigendom van Nanjing Automobile Group)
- Austin
- Morris
- Vanden Plas (buiten de VS en Canada)
- MG
- American Austin
- Princess
- Sterling

(nu eigendom van BMW)
- Rover motorfietsen
- Mini
- Riley
- Standard
- Dawson
- Triumph
- Autovia

(nu eigendom van Ford)
- Daimler
- Lanchester
- Lincoln
- Mercury
- Alvis (vroeger eigendom van Rover)

### Merken die auto's bouwen op basis van Rovers
- Easer (Polen)
- Hand Crafted (Verenigd Koninkrijk)
- Madgwick (Verenigd Koninkrijk)
- Marlin (Verenigd Koninkrijk)
- Midas (Verenigd Koninkrijk)
- Mirage (Verenigd Koninkrijk)
- Robin Hood (Verenigd Koninkrijk)
- Sebring (Verenigd Koninkrijk)
- Tornado (Verenigd Koninkrijk)
- YKC (Verenigd Koninkrijk)

- Gemeinsame Normdatei: 1087393361
- Library of Congress Control Number: n2005062293
- MusicBrainz: 1bfa0975-418d-4c64-9d77-a23be06c2aa1
- Virtual International Authority File: 143249088

AC ·
Arash ·
Ariel ·
Ascari ·
Aston Martin ·
Bentley ·
Bristol ·
Caparo · 
Caterham ·
Deauville ·
Farbio ·
Jaguar ·
Land Rover ·
Lotus ·
Mini · 
McLaren ·
Morgan · 
Noble ·
Rolls-Royce ·
Vauxhall ·
Westfield